# Districte de Samdrup Jongkhar
El Districte de Samdrup Jongkhar, és un dels 20 districtes que forma el regne de Bhutan.

## Característiques

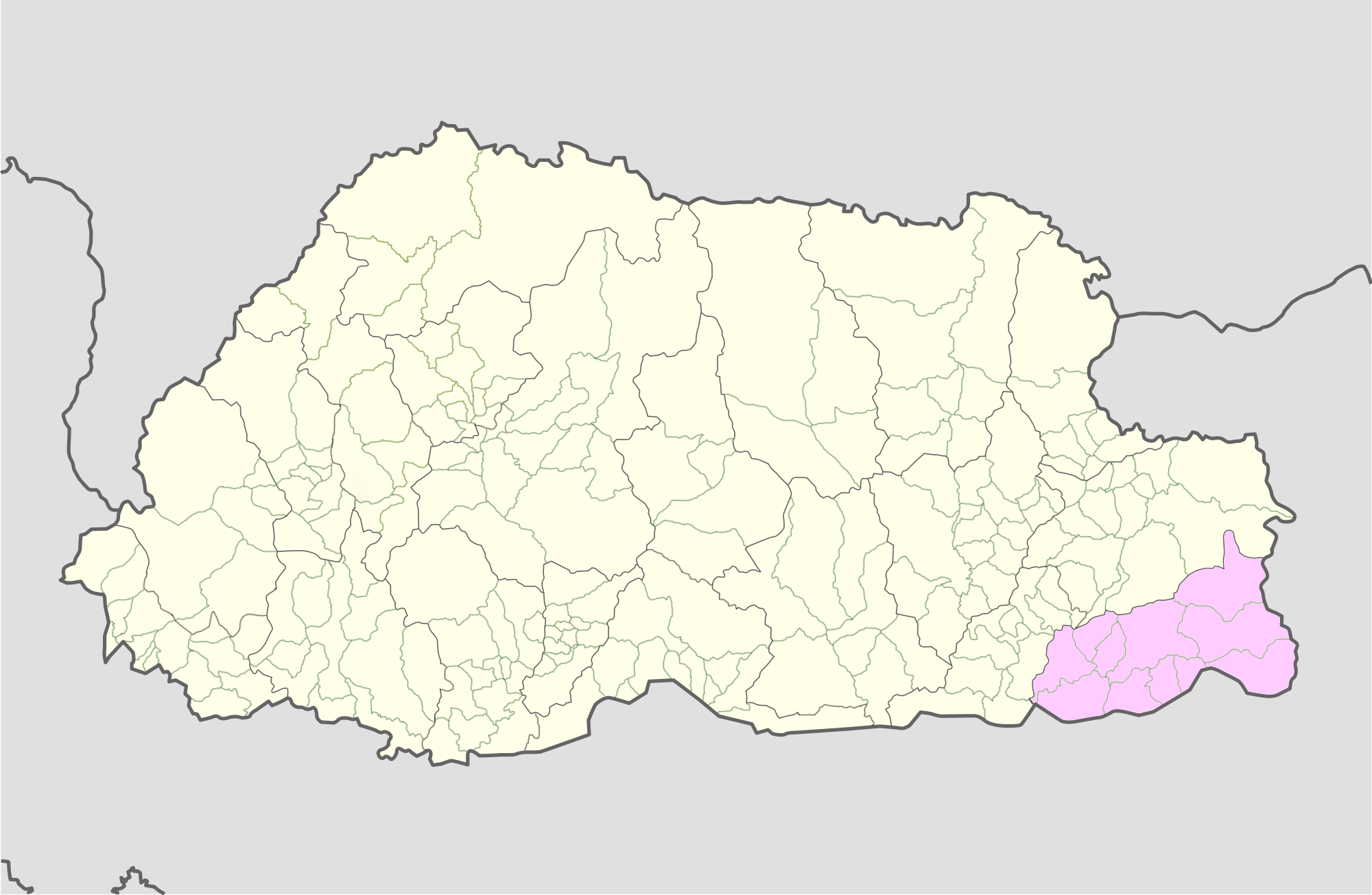
Ubicació del districte dins de Bhutan

Està situat a l'extrem sud-est del país i limita a l'est amb els estats indis d'Assam al sud i Arunachal Prasesh a l'est. També limita amb els districtes Trashigang al nord i Pemagatshel a l'oest. Té una superfície de 1.877,94 km², dels quals, més del 75% està cobert per boscos, la majoria dels quals són boscos tropicals de fulla perenne. La seva població és de 35.079 (2017) habitants, dels quals, 7.507 viuen a la seva capital, Samdrup Jongkhar, que ostenta l'honor de ser la ciutat més antiga del país. L'altitud de la regió oscil·la entre els 200 i els 3.600 metres tot i que la major part del territori se situa entre els 600 i els 1.200 metres.
Administrativament, el districte està format per 11 municipis (anomenats gewogs): Dewathang, Gomdar, Langchenphu, Lauri, Martshala, Orong, Permathang, Phuntshothang, Samrang, Serthi i Wangphu, que a la vegada està format per 191 poblats i 58 chiwogs (una mena de barris equivalents als municipis o parròquies).

## Economia
La regió és un centre de negocis per les 5 regions més orientals del país (Pemagatshel, Trashigang, Trashiyangtse, Lhuentse i Mongar). La situació estratègica de la seva capital, tocant la frontera amb l'Índia, proporciona accés directe al mercat indi no només per la regió de Samdrup Jongkhar, sinó per tota la part oriental de Bhutan. Té l'avantatge de ser la porta d'entrada a Bhutan de tota la regió índia d'Assam tot i que l'entrada de productes més barats de l'Índia és una amenaça pels comerços locals. Les enormes zones boscoses frontereres estan exposades a l'extracció il·legal de recursos forestals per part la població de la regió d'Assam.
La capital té un magatzem d'aliments de la Food Corporation of Bhutan i un pati de subhastes on es troben sobretot mandarines, patates i gingebre que provenen de tota la part oriental de Bhutan.
L'única granja de cria de gaials (també anomenat mithun) es troba en aquest districte, concretament al municipi d'Orong. Els gaials es consideren la millor raça de bòvids de Bhutan, i des d'aquesta granja es distribueixen a tota la meitat est del país.

## Natura
Dins de la regió s'hi troba el Santuari de Fauna de Khaling, que forma una reserva transfronterera amb la Reserva de Khaling, a l'Índia. El parc és el més petit de Bhutan, amb 334,73 km². Hi destaquen espècies com l'elefant, el gaur i altres espècies de fauna tropical com l'amenaçat porc senglar pigmeu o el conill d'Assam. Aquest parc està connectat a través de corredors biològics al altres dos reserves com el Parc Nacional Reial de Manas, a l'oest i al Santuari de vida silvestre de Sakteng, al nord.

## Patrimoni
Al centre de la capital del districte, se situa el temple de Zangdopelri. És un temple central en la vida espiritual dels habitants de la zona. Consta de tres pisos i està decorat amb obres de mestres artesans de tot el país, com intricats frescos i estàtues.